# Tűzzománc

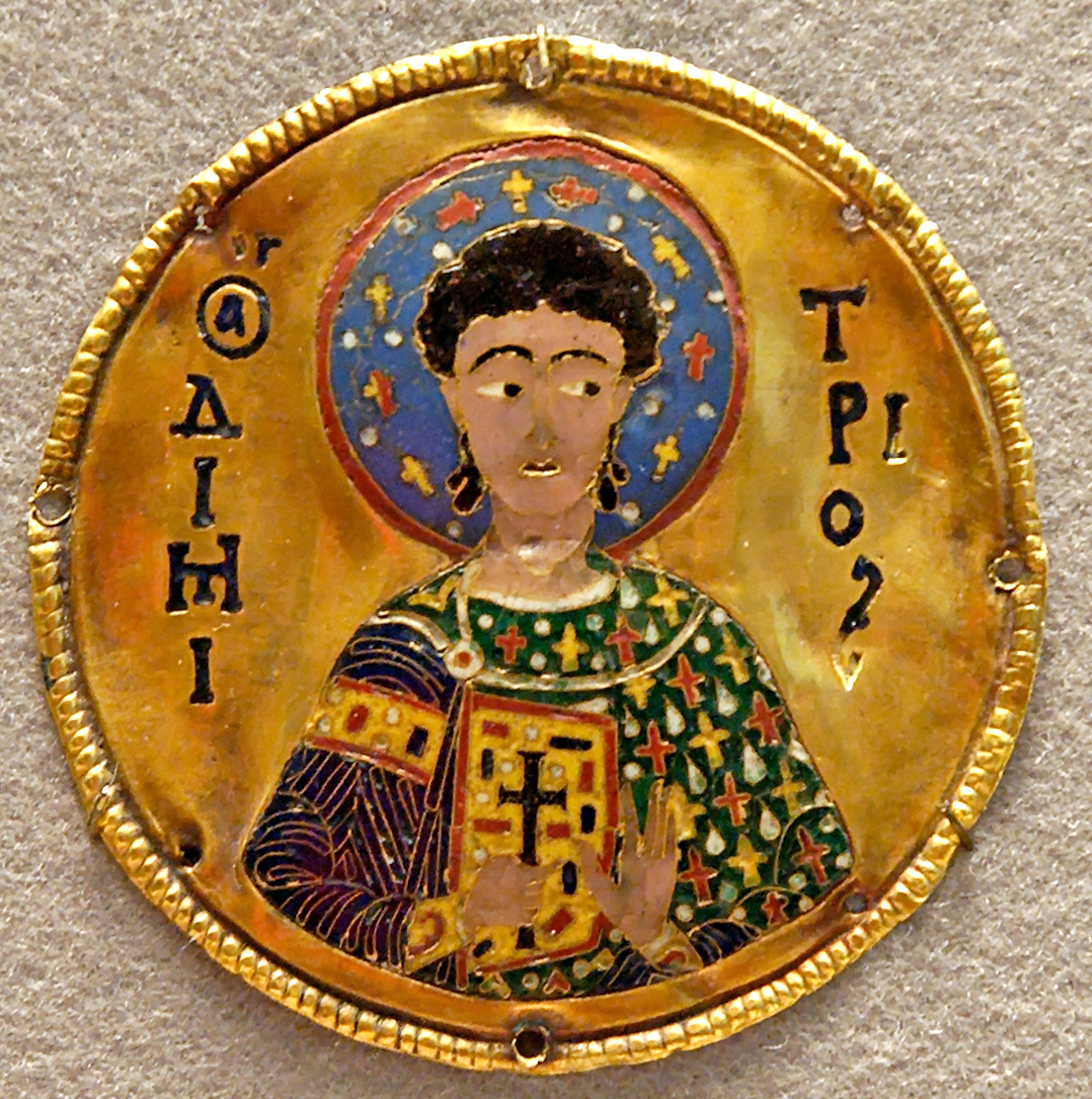
Bizánci rekeszzománc medallion, kb. 1100

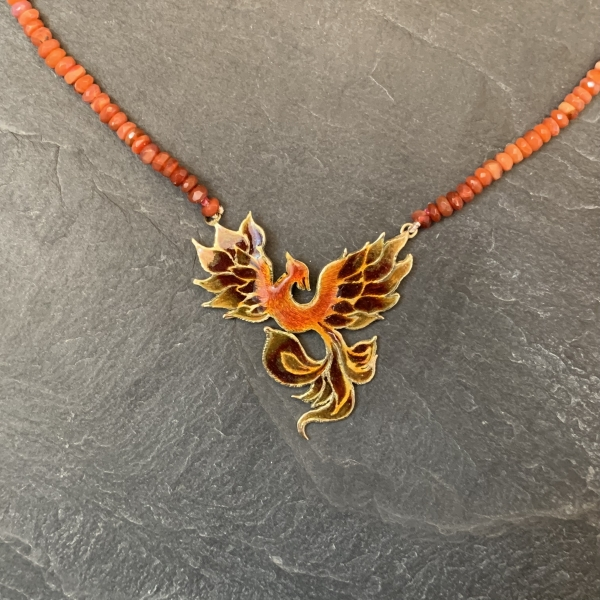
Főnixes nyaklánc áttört zománcos technikával

A tűzzománc egy iparművészeti és képzőművészeti technika, melynek lényege, hogy porrá tört színes üveganyagot egy hordozó alapra – úgynevezett recipiensre, legtöbbször fémre – olvasztanak, amely az utóbbival szervesen összeforr és felületét színesen díszíti. A 20. században elkezdték nemfémes anyagokra is alkalmazni, például üvegre vagy kerámiára.
A zománc az ötvösség több ezer éves díszítőanyaga. Fejlődése során számos ötvöszománc-technika alakult ki. A 20. századra más művészeti területek jeles képviselői is felfedezték a zománcban rejlő lehetőségeket.
A 19. században védő céllal is elkezdték használni a zománcozást. A technikai zománc a zománctechnika védő célú alkalmazása technikai eszközökön, mint például a kémiai és a gyógyászati technikában a nyomástartó edények saválló bevonataként.
A táblazománcot 2-3 milliméter vastag fémlemez alapra viszik fel vékony rétegben. A szöveget szitanyomással vagy ofszetnyomással több rétegben nyomtatják zománcporral. A technikai fejlődés eredményeképpen lehetséges tintasugaras nyomtatást is használni. A felirat felvitele után záró égetést végeznek.

## Anyagai
A zománc anyaga részleges vagy teljes felolvadás útján keletkezett, üvegszerűen dermedt, szervetlen, főként oxidokból álló massza, mely színezve lehet különféle módosító anyagokkal, fém-oxidokkal. A zománc tartalmaz üvegképző oxidokat: szilícium-dioxid, bór-trioxid, nátrium-oxid, kálium-oxid és alumínium-oxid. Opálosításra titán-, cirkónium-, és molibdén-oxidokat használnak. Hogy a zománc jobban tapadjon, a zománc kobalt- és nikkel-oxidokat is tartalmaz. A színeket színezőanyagok adják, köztük vas-oxidok, króm-oxidok és spinell. Ez az üveg rákerül a recipiensre – vagyis zománchordozó felületre –, melynek anyaga legtöbbször fém. A két anyag között összeköttetést hoznak létre oly módon, hogy együtt magas hőfokra hevítik őket.

### A zománc

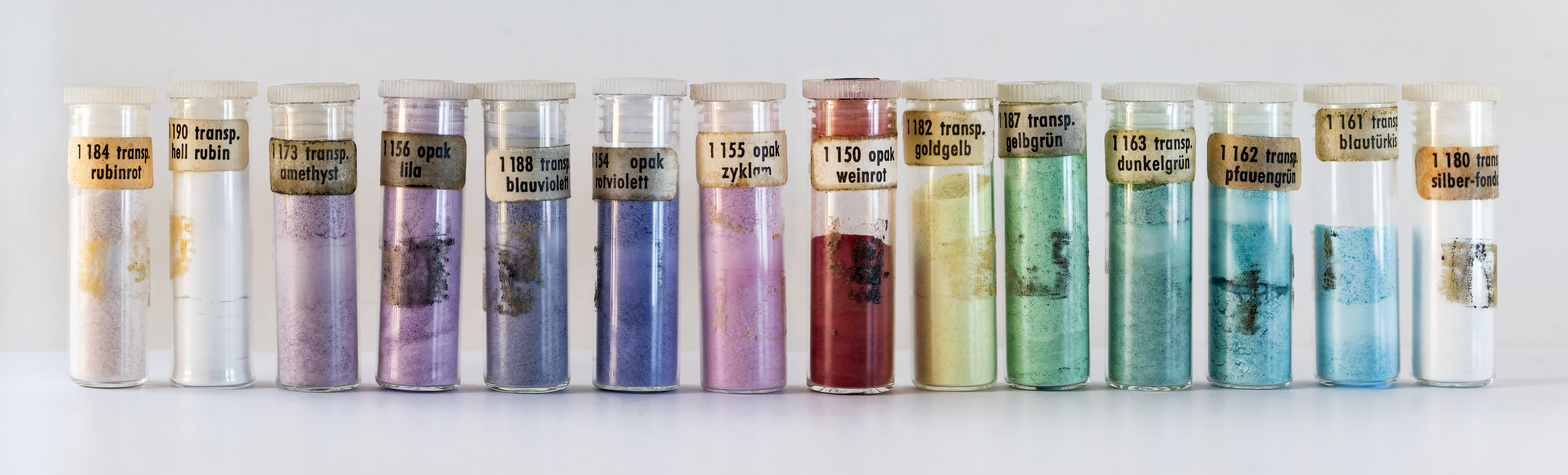
Különböző színű zománcporok üvegben

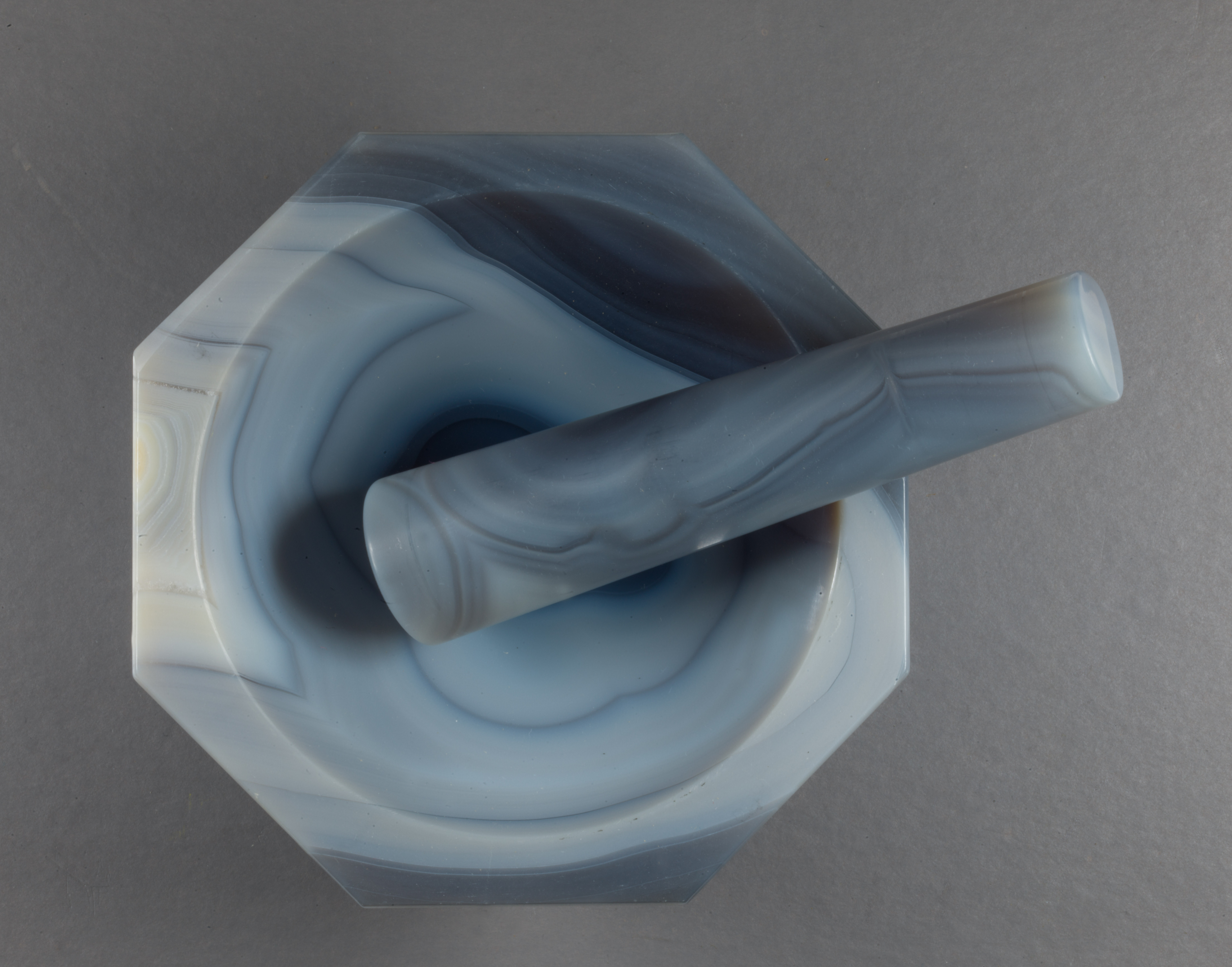
A zománc felhasználására való elkészítő mozsár. A porrá őrlés mellett művészi célra illóolajokkal is keverik a zománcüveget

A zománc az üvegfélék nagy csoportjába tartozik. Az üveg fényáteresztő, víz- és saválló, éghetetlen, de törékeny. A tárgy nem megfelelő kezelése esetén lepattogzhat. Az üveg a tér minden irányában azonos fizikai tulajdonságokat mutat, tehát izotróp, felépítése nem kristályos szerkezetű, hanem amorf. Tulajdonképpen felfogható megdermedt folyadékként is. A legfontosabb üvegalkotó a szilícium-dioxid, kiindulási anyaga a kvarchomok.
Zománc-alapanyag készítésekor a színtelen, átlátszó őrölt üvegport, fondantot (angol nyelven frit) fém-oxidokkal (vas-oxidok, kobalt-oxidok, neodímium-oxidok, prazeodímium-oxidok) színezik meg. Neodímium-oxidokkal sok különböző szíyn előállítható, a tiszta violaszíntől a borvörösön át a meleg zöldig. A különböző színek keverhetők is, a festékekhez hasonlóan. Az így készült zománc átlátszó, színes üveghez hasonló. Ha ehhez ón-dioxidot kevernek, átlátszatlan fedőzománcot nyernek. Az acél zománcozásához használt üvegpor alapanyaga alkáli boroszilikát üveg, melynek hőtágulása megegyezik az acél hőtágulásával. Az alkotórészeket összeolvasztják (1150 és 1450 Celsius fok között), hősokkolják, majd egyéb, ún. malomadalékok hozzáadása mellett porrá őrlik. A zománcot por alakban, vagy vizes szuszpenzió formájában, zománciszapként hozzák forgalomba. Kétféle zománcot lehet kapni: ipari és ötvöszománcot. A zománc kiválasztásánál a cél mellett további szempontokat is figyelembe kell venni, mint szín tapadás, hőtágulás, toxicitás (mérgező-e), kémiai reakciókészség, feldolgozhatóság, és ár. Az olvadáspontot is figyelembe kell venni a recipienstől függően, mivel az égetést az alap olvadáspontja alatt kell végezni, és ezt a hőmérsékletet a színanyagoknak is ki kell bírniuk.
Optikai tulajdonsága alapján a zománc lehet
- átlátszó, vagyis transzlucid zománc;
- félfedő, más néven opál zománc;
- opak zománc, amit fedőzománcnak is neveznek.

Különböző típusú zománcok készülnek, melyek egymásra alkalmazhatók. Először alapzománcot égetnek a felületre; ez különböző fém-oxidokat tartalmaz a tapadás javítására, mint a kobalt, a nikkel, a réz, a mangán és a vas, illetve további átmenetifémek oxidjait. Vas és acél alap esetén az alapzománc égetési hőmérséklete 760 és 895 °C közötti. Ezen a hőmérsékleten a vasoxidok réteget képeznek a vas vagy acélfelületen. A megolvadó zománc feloldja ezt a réteget, és kobalt, illetve nikkel válik ki a fém felületére. A vas anódként vesz részt az elektrogalvanikus reakcióban, és oxidálódik. Ez a folyamat többször is lejátszódik, amíg el nem fogy a nikkel és a kobalt. A folyamat eredményeként az üveg felszíne lyukacsos lesz, amibe belefolyik az üveg. A következő réteg adja a zománcozott tárgy színét.

### Az alap
A zománcozás alapja, vagyis a recipiens lehet acéllemez, öntöttvas, alumínium, vörösréz, zománcozótombak, ezüst és ezüstötvözetek, arany és aranyötvözetek, platina, agyag, üveg, porcelán és kő. A rozsdamentes acél széntartalmát kontrollálni kell, hogy elkerüljék a váratlan reakciókat égetés közben. Művészi táblaképek készítésekor leggyakrabban vörösrezet alkalmaznak. A vörösrézen a zománc kifejezetten jól tapad. Magas olvadáspontja (1084 °C) miatt nagyon ellenálló, kibírja a zománc ráolvadásához szükséges magas hőfokot. A sárgaréz nem alkalmas alapnak, magas cinktartalma miatt lehűlés közben a zománc könnyen lepattogzik.

## A zománc előállítása
A zománc alapanyagai üvegképző oxidok, színezékek és olyan anyagok, amelyek biztosítják a tapadást az alaphoz. Például egy alapozó zománc állhat 34% bóraxból, 28% földpátból, 5% fluoridból, 20% kvarcból, 6% szódából, 5% nátrium-nitrátból, és egyenként 0,5%-1,5% kobalt- mangán- és kobalt-oxidból. Egy fedőzománc összetétele más: 23% bórax, 52% földpát, 5% fluorid, 5% kvarc, 5% szóda, 2,5% nátrium-nitrát, 6,5% kriolit és egyenként 0,5%-1,5% kobalt- mangán- és kobalt-oxid. Később az előállítás során ehhez 6-10% opálosító anyagokat: cink-oxidokat, titán-szilikátokat, és színező oxidokat adnak hozzá. Mindezeket az anyagokat finomra őrlik és megolvasztják. Az olvadékot vízbe öntik, hideg vízzel leöntik, és a keletkezett üvegszerű anyagot megint porrá őrlik, közben 30-40%-ig vizet, kvarchomokot és agyagport adnak hozzá. Fajtától függően további opálosító és színezőanyagokat adnak hozzá. A keveréket használat előtt néhány napig pihentetik.

## Technikája
A zománcozásnak sokféle technikája van, közös bennük, hogy a száraz vagy nedves, iszapolt zománcport valamilyen módon a hordozó felületen vékony rétegben elhelyezik, majd az egészet kemencében kiégetik. Az alapot előbb kiégetik, lemaratják savval, lemossák lúggal, és lemossák. Ha nedves anyagot használnak, azt előtte kiszárítják. Az alap hátoldalára szokás előbb kontrazománcot rakni, kiégetni a deformáció elkerülése érdekében. Az alaplemezt gyakran alapzománccal látják el, erre kerül a tényleges mű. Az alapzománc égetési hőmérséklete 850-900 Celsius fok. Ezután még több zománcréteg is felvihető. A kiégetés hőmérséklete 700–820 °C. A zománc üvegszerűen ráolvad az alapra. Az egyszerű zománcokat egy munkamenetben viszik fel.

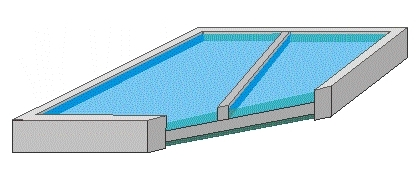
A rekeszzománc technikája

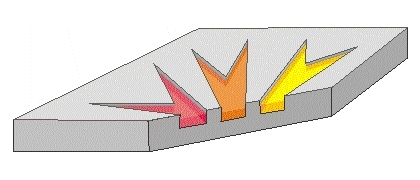
A beágyazott zománc technikája

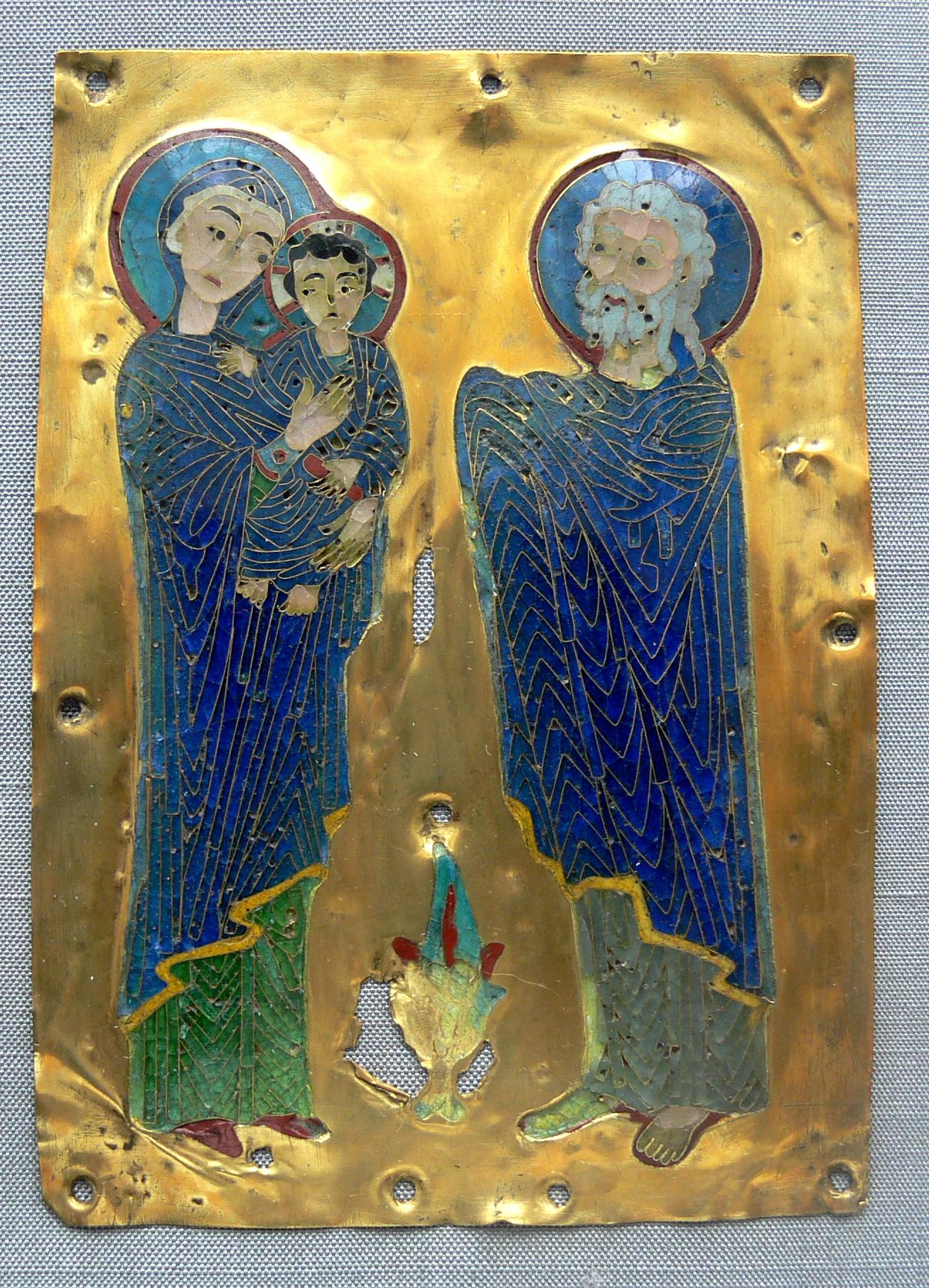
Krisztus bemutatása, bizánci, arany rekeszzománc; 12. század, Kunstgewerbemuseum Berlin, Inv.-Nr. 27,19

A zománc alkalmazásának módja szerint két fő csoportra osztható, festő jellegű és ötvös jellegű zománcozásra. A festőzománcok közé tartozik például a sablonzománcozás, a sgraffito és a festőzománc-technika. Az ötvöszománc alcsoportjai a rekeszzománc, a beágyazott zománc és a domborművű zománc. A rekeszzománc fajtái közé tartozik a bordázott zománc, a sodronyzománc, a filigrán zománc, az erdélyi zománc és az azsúrzománc. A beágyazott zománc alfajai közé tartozik a lapos relief és a kevert zománc. Általában a lemez hátoldalára is zománcréteget visznek fel, kivéve a vastagabb lemezre készülő zománcoknál.
- A sablonzománcozás esetén a kiégetett alapzománcra sablont helyeznek a kívánt formának megfelelő kivágással, majd ezen keresztül rászitálják a zománcport a lemezre, és így kerül be a kemencébe.
- A sgraffito szó karcolást, kaparást jelent. Az ilyen technikával készült zománcképre rétegesen viszik fel a zománcot; a felső, még nem kiégetett zománcba belekarcolják a körvonalakat, visszakaparják a körbehatárolt felületet, majd újra égetik. Ez többször is megismételhető, a kaparás során mindig az előző réteg, a már kiégetett zománc tűnik elő.
- Festőzománc kép készítésekor nem alkalmaznak vésést vagy rekeszeket, hanem a lealapozott lemezre úgy viszik fel ecsettel a zománciszapot, mint a festők a festéket. A színek átmehetnek egymásba. Ebben az esetben különösen szükség van arra, hogy a művész tudja, a zománcoknak égetés után milyen színük lesz. A végén átlátszó zománccal védőréteget visznek fel. Egy változata szerint nincs lealapozás. A legismertebb típusa a Limogenes zománc, ami ezt a technikát a 16. századtól használta.[8] Az angol nyelvben megkülönböztetik az üvegre és a kerámiára készített festőzománcot a fémre készítettől.[9] Van olyan változata, amikor az alap sötét, és az egyre vastagabb rétegek egyre világosabbak, monokróm képeket hozva létre.[10]
- Rekeszzománc: a legrégebbi zománcozási technika. Készítésekor rekeszeket töltenek meg zománccal. A rekeszeket az alaplemezre forrasztott fémcsíkok határolják.[11] Ezek többfélék lehetnek. Ha négyszögletes keresztmetszetűek, akkor bordázott zománcról, ha csavart drótból készülnek, akkor sodronyzománcról beszélünk. Filigrán zománc esetén vékony lapított drótok, filigránhuzalok belső mezőit zománcozzák, a rajzon kívüli rész zománcmentes. Az erdélyi zománcnál a rekeszek nincsenek szorosan egymás mellett. Egy altípusnál a zománc üvegre készül, és a rekeszeket vékony fémfóliával alakítják ki. A pontos hőszabályozást igénylő technika a 17. század egy rövid időszakában volt népszerű Franciaországban.  Margret Craver újra-felfedezte 1953-ban, és 13 évet töltött kidolgozásával és tökéletesítésével. Az azsúr-, vagy áttört zománc esetében az alaplemezt eltávolítják, így rácsozatot hoznak létre. A rácsozatot fémfóliára helyezik, és behelyezik a zománcport, majd kiégetik, és a fóliát eltávolítják. A zománccal töltött rekeszek ablaküvegek módjára áteresztik a fényt, a végeredmény hasonlít az üvegfestéshez. Egy középkori példája a Mérode kupa.[12] A népvándorlás korában a rekeszzománc bizánci technikája elterjedt Észak-Európában. A rekeszzománc mára elterjedt Európában, a Közel-Keleten és Kelet-Ázsiában.[13]
- Beágyazott zománc esetében az alapba vésett rajz árkait, mélyedéseit töltik ki zománccal. A lapos relief zománc úgy készül, hogy az alapot reliefszerűen vésik ki, majd az egész munkát zománccal borítják. Ekkor a zománc színe a domborulatok szerint látszik világosabbnak vagy sötétebbnek. Ennek egy példája a Royal Gold Cup a 14. századból.[14] Kevert zománc esetében a bemélyített nagyobb mezőket fém szalagokkal kisebb mezőkre osztják. A beágyazott zománcra példa a Stavelot triptichon.[15]
- A domborművű zománc lényege, hogy magas dombormű jellegű műveket vagy teljesen plasztikusan domborított formákat vonnak be részben vagy egészen zománccal. Rendszerint vastagabb alapra készül, így nincs szükség arra, hogy a hátoldalra is zománcot tegyenek. Készíthető úgy is, hogy az alapra sablont helyeznek, és a lyukakat töltik ki. Egy változatában a kép sötétebbnek szánt részeit jobban kimélyítik, a világosabbnak tervezett részeket pedig laposabban hagyják. Ezután viszik fel az átlátszó zománcot, ami a mélyebb részeken vastagabb és sötétebb, a laposabb részeken vékonyabb és világosabb. Egyes változatokban az alap vékonyabb, vagy drótból fonják, a plasztika kifejezettebb, így használnak hátoldali zománcot is. Egy példája a 15. századi Holy Thorn Reliquary.[16]
- Üvegzománcozás, a zoménc üveg alapra készül.
- Stencilezés, festés előtt sablont helyreznek az alapra, és festés után, égetés előtt leveszik.
- Serigraph, selyemréteget használnak a festéshez.
- Surrey tűzzománc, egy 17. századi technika, sárgarézre, ami egy olyan fém, melyről könnyen leesik a zománc.
- Safed chalwan, az ékszereket fehér zománccal vonják be.

## Tulajdonságai
A tűzzománcnak több hasznos tulajdonsága is van: sima, kemény, kémiailag ellenálló, tartós, karcolásnak ellenálló (Mohs-skála: 5-6), hosszan tartó színek, könnyen tisztítható, égésnek ellenálló. Mivel üveg, nem festék, a zománc nem fakul ultraibolya sugárzás hatására. A hátránya az, hogy megrepedezhet vagy lepattogzhat, ha a zománcozott tárgy meghajlik vagy erős nyomás éri. A modern zománcok forgácsállók és ütésállók, hála a fejlett vastagságkontrollnak és az alapanyag hőtágulásával megegyező hőtágulású tűzzománc kiválasztásának.

## Felhasználása

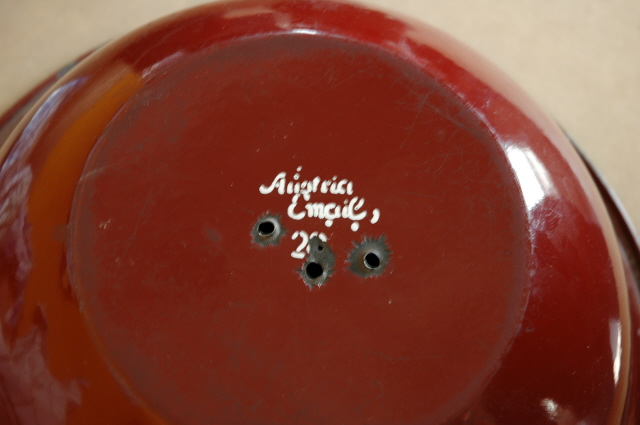
Lepattogzott zománc egy edény alján

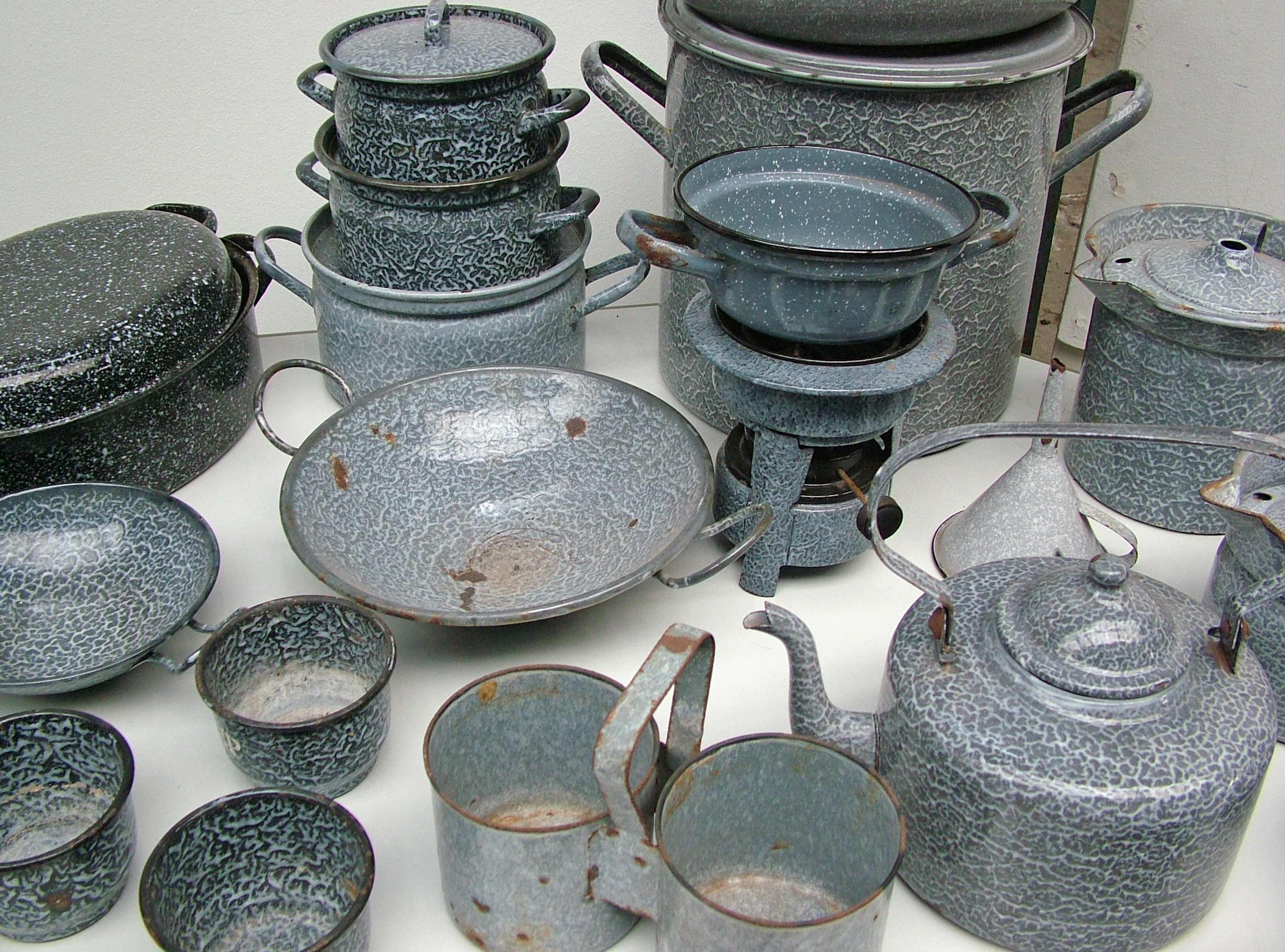
A holland DRU factory által előállított, az 1950-es években népszerű szürkés főzőkészlet

A zománc felhasználása lehet gyakorlati vagy dekoratív. A zománccal bevont tárgyak jól ellenállnak az időjárásnak, illetve különböző vegyi anyagok oldó-maró hatásának. Az iparban többek között konyhai edényeket, fürdőszobai felszereléseket, gyári berendezéseket stb. vonnak be vele.
David Dunbar Buick 1887-ben megalapította a Buick automobil vállalatot, amihez az anyagi háttért az öntöttvasra és acéllemezekre alkalmazható általa feltalált új zománcozási technikák teremtették meg. Ezeknek a vas alapú zománcoknak sok alkalmazása van: a 20. század elejétől készítettek figyelmeztető táblákat, sütők belső falát, főzőedényeket, konyhai robotgépeket, mosógépeket, szárítógépeket, mosogatókat, kádakat, silókat, kémiai reaktorokat, gyógyszerészeti tárolókat. Benzinkutak, autóbusz állomások, Lustron házak szerkezeti elemeit, falait és mennyezetét zománcozott acélból készítették.
A zománc egy népszerű felhasználási módja táblák készítése, ahol a zománc tartóssága és kémiai hatásoknak való ellenállása révén nem rögzül bele a táblába a rárajzolt kép vagy ráírt szöveg, még szellemképesen sem. Az acél mágnesezhetőségét kihasználva zománcozott mágnestáblák is készíthetők. Az ezredforduló környékén végbement fejlesztések eredményeként létrehozhatók hibrid bevonatok, fémszínű zománcok, sol-gel funcionális bevonat zománcon, és könnyen tisztítható zománcok.
Acélfelületen először alapozó zománcot hoznak létre; ehhez elég gyengén alkáli oldatba mártani a lapot. Az alapzománc ráégetése után jön a második réteg zománc, ami lehet fehér vagy színes. Elektrosztatikus zománcok esetén a vékony alapzománcra égetés nélkül viszik fel a színes zománcot, és a két réteget egyszerre égetik a felületre.
Dekoratív felhasználás alatt legtöbbször a művészileg feldolgozott fémek (dísztárgyak, ékszerek stb.) felületének díszítését értik. Ezt más szóval iparművészeti felhasználásnak nevezhetjük. Másfajta dekoratív felhasználási mód a táblaképek, illetve olyan képzőművészeti alkotások készítése, amelyek a zománcot nem pusztán díszítésre, hanem önálló kifejezőeszközként alkalmazzák. Ezek a tűzzománc képek ugyanolyan művészeti értéket képviselhetnek, mint a festőművészet egyéb technikáival létrehozott művek.
Az acéllemezekre alkalmazott zománc védelmet jelent a maganyag számára, például alagutakban vagy metróállomásokon. Meghatározható, mint függönyfalazás. Az erre a célra használt szerkezeti anyagokkal szembeni követelmények:
- Tartósság
- Ellenállás a tűzzel szemben
- Ellenállás szélsőséges hőmérséklettel szemben
- Hosszan tartó ellenállás az ultraibolya sugárzással szemben
- Korrózióállás
- Koszlepergető, graffitibiztos
- Könnyű tisztíthatóság, karbantarthatóság.

## Története
A zománc története az ötvösművészet történetével szorosan összefügg. A fémtárgyak felületének zománccal való bevonása nagyon régi eljárás, de kezdetét nehéz meghatározni, hiszen a roncsolódott, szétmállott leleteken nem könnyű megállapítani, hogy valóban zománcot égettek-e a felületre, vagy csak üvegdarabkákat ragasztottak rá. Amikor a zománcozás kezdeteiről beszélünk, nem a tényleges technika (a fém és az üveg tartós összeolvasztása magas hőfokon) feltalálásának időpontját próbáljuk meghatározni, hanem a tudatos művészi munka, a fémmel és üveggel végzett kísérletek kezdeteit kutatjuk.
A zománc védőrétegként való alkalmazása a 19. század újítása. A korábbi zománcok díszítési céllal készültek.

### Ókori Kelet és Nyugat

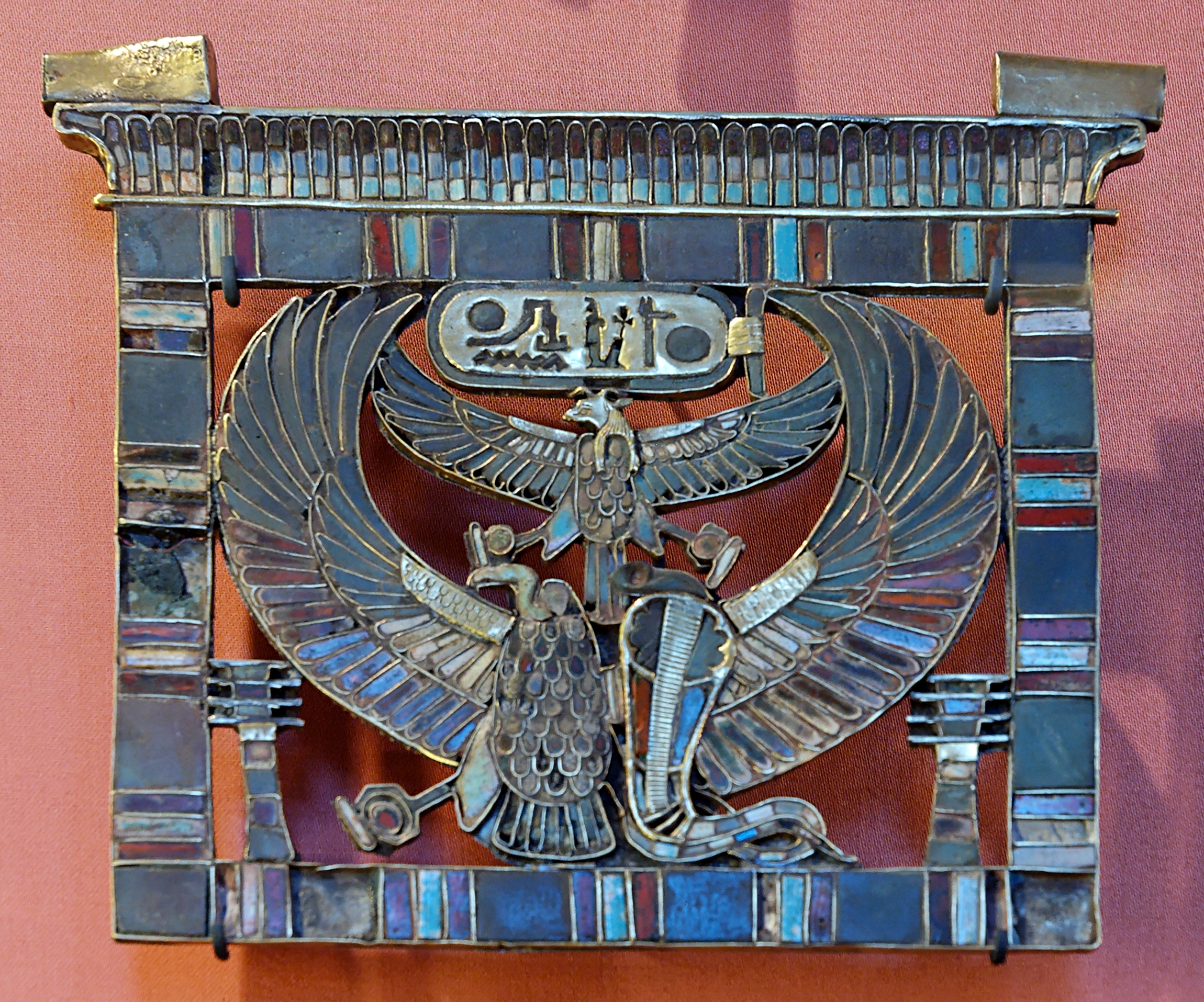
Melldísz, rekeszzománc, Egyiptomi újbirodalom

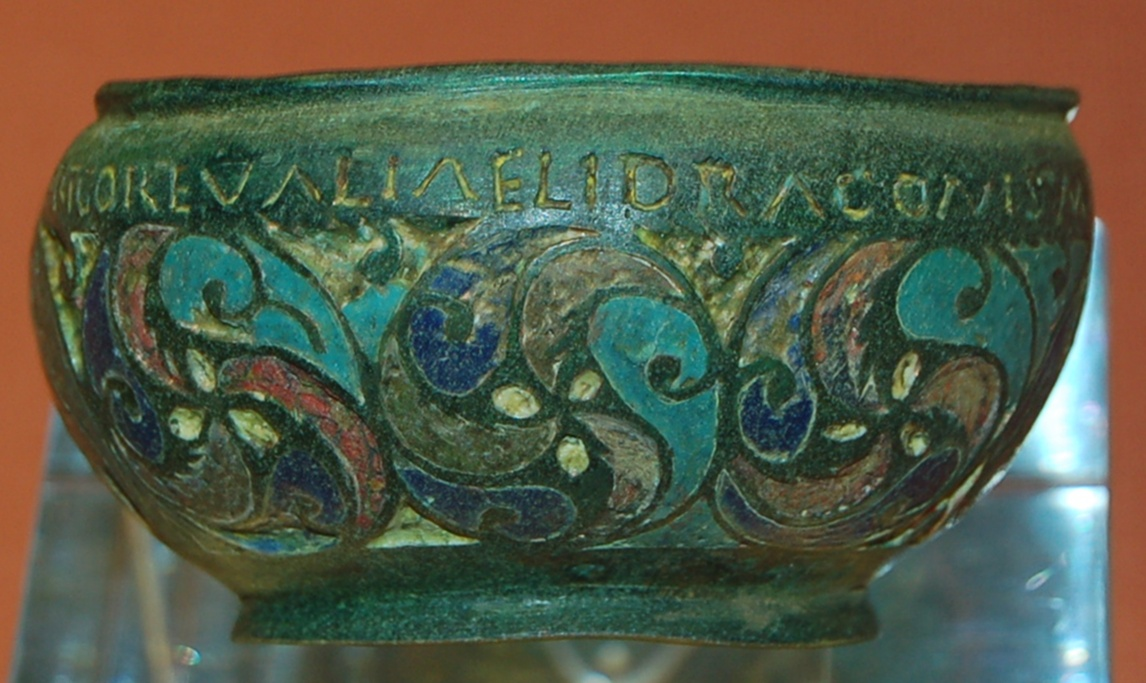
Staffordshire Moorlands Pan, a 2. századi római Britanniából

Az ókori Kelet népei már az i. e. 4400-as évektől ismerték a megolvasztott üveganyagot. Eredetileg kövek, ékkövek helyükön tartására fejlesztették ki; ezek elhagyásával olcsóbb, de hasonlóan díszes technikához jutottak, a rekeszzománchoz. A legrégebbi emlék az i. e. 25. századból, Egyiptomból származik: egy melldísz, melyet színes üvegplasztikák díszítenek. A valódi zománcot és annak a mai értelemben vett alkalmazását csak az i. e. 17. századtól lehet megállapítani egyiptomi leletekből. Egyiptomban a rekeszberakás vált meghatározóvá, arany és vas recipiensre egyaránt. Egyes kutatók vitatják, hogy valóban tűzzománcról lenne szó; szerintük technikai okokból túl alacsony volt az égetés hőmérséklete, így a por nem olvadt meg teljes egészében, így üvegpaszta jött létre. Ilyen ékszerek kerültek elő Tutanhamon sírjából. A harmadik átmeneti korból már vitathatatlanul tűzzománcok kerültek elő, de ezek ritka leletek.
A trákok az i. e. 13. századtól ismerték a zománcozást. Az i. e. 10–6. században a tárgyakat geometrikus mintákkal díszítették. A trák ötvösművészet az i. e. 6. század végétől az i. e. 3. század elejéig élte virágkorát.
Az ókori görögök az egyiptomiaktól vették át a zománcozás technikáját, melyet továbbfejlesztettek és önálló eljárásokkal gazdagítottak. Alkalmazták a domborművű zománcot, de gyakoribbak voltak a rekeszzománc alkalmazásával készült művek, melyeken a zománc nem éri el a rekesz magasságát. A legrégebbi vitathatatlanul zománcozott termék 3500 éves, és Cipruson került elő egy mükénéi sírból.
Az Észak- és a Közép-Kaukázusban a Koban kultúrában is megjelent a tűzzománc, és a kelták a szarmaták közvetítésével vették át. 
A svájci kelta lelőhelyről elnevezett La Tène-kultúra fejlett zománcművészettel rendelkezett, ennek három korszakát különböztetik meg. Az első korszakban – i. e. 450 körül – leginkább bronzból készült tárgyakon alkalmaztak tűzzománcot, többnyire piros színben. Ismerték a beágyazott zománc technikáját is. A második korszakban, az i. e. 300-as évektől már a vasat is zománcozták, illetve bővült a zománcozott tárgyak köre. A harmadik korszakban, az i. e. 2–3. század fordulóján még több területen alkalmazták a zománcozás technikáját, mind a rekesz-, mind a beágyazott zománcot.
A nyugati kelta törzsek területén fejlődött ki a legkorábban – időszámításunk kezdete körül – a bronzedények, nyeles csészék, stb. zománccal való díszítése. Nemcsak a lakosság, hanem a katonaság is szívesen vásárolta a zománcozott használati tárgyakat, ami elősegítette elterjedésüket a Földközi-tenger medencéje körül.
A Kárpát-medence kelta lakossága is magas szinten alkalmazta a zománcot. Jellegzetes a női övláncok piros zománccal való díszítése. Britanniában a kelták egészen az angolszász hódításig megőrizték a technikát.
Az idősebb Plinius megemlíti a technika alkalmazását a keltáknál, ami az ő idejében a rómaiak számára ismeretlen volt.
A Római Birodalomban főképp a kelta őslakosságú provinciákban jelent meg a zománcművészet az 1. század végén, virágzása a 2. század második felétől a 3. századig tartott. A kereskedelmi útvonalak szervezettsége nagyban elősegítette a zománc terjedését. Ezek a római provinciális zománcművek különleges darabok, melyek valamilyen kiváltságos személy birtokában lehettek. A római kori rekeszzománc jellemzője, hogy a zománc általában a lemez egész felületét díszíti.
A Kárpát-medencében a népvándorlás korából is vannak zománcleletek, ezek leggyakrabban megszemélyesített mitikus állat- és emberalakokat ábrázolnak.
Az ókori tárgyaknál a bizonytalanságot növelik azok a tárgyak, melyek díszítése alapján feltehető, hogy zománcozottak voltak, vagy elő voltak készítve zománcozásra, de azóta letörhetett, elveszhetett róluk a zománc. Ilyen leletek számos helyről előkerültek, Egyiptomtól az angolszász vidékekig. Miután a zománc elterjedt, azután már az ilyen darabok feltehetően zománcozottak voltak, vagy arra szánták őket.

### Középkor

#### Bizánc, Európa

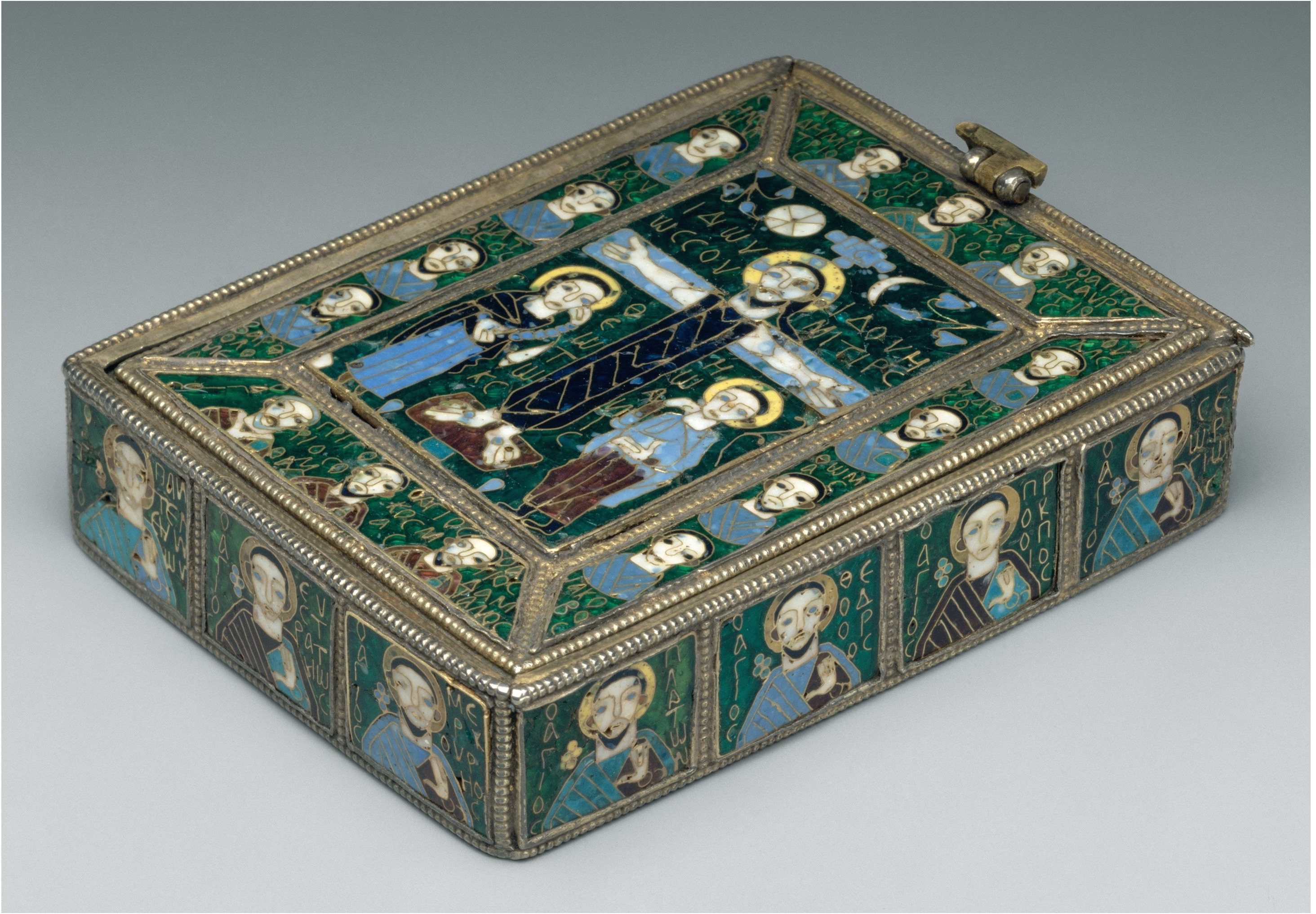
Ereklyetartó, Metropolitan Művészeti Múzeum

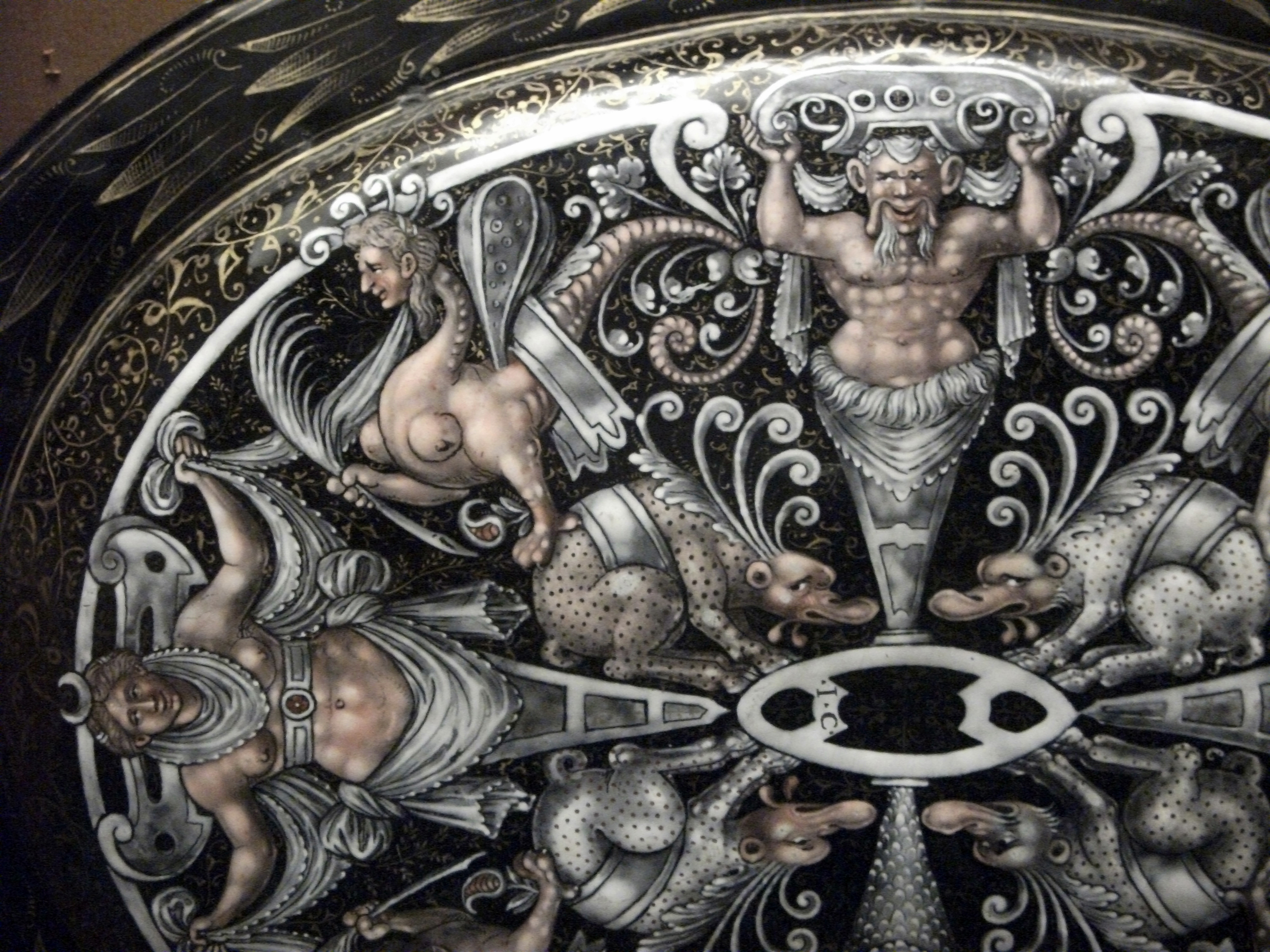
Jean de Courtnak tulajdonított festett Limoges tűzzománc edény részlete, a 16. század közepéből

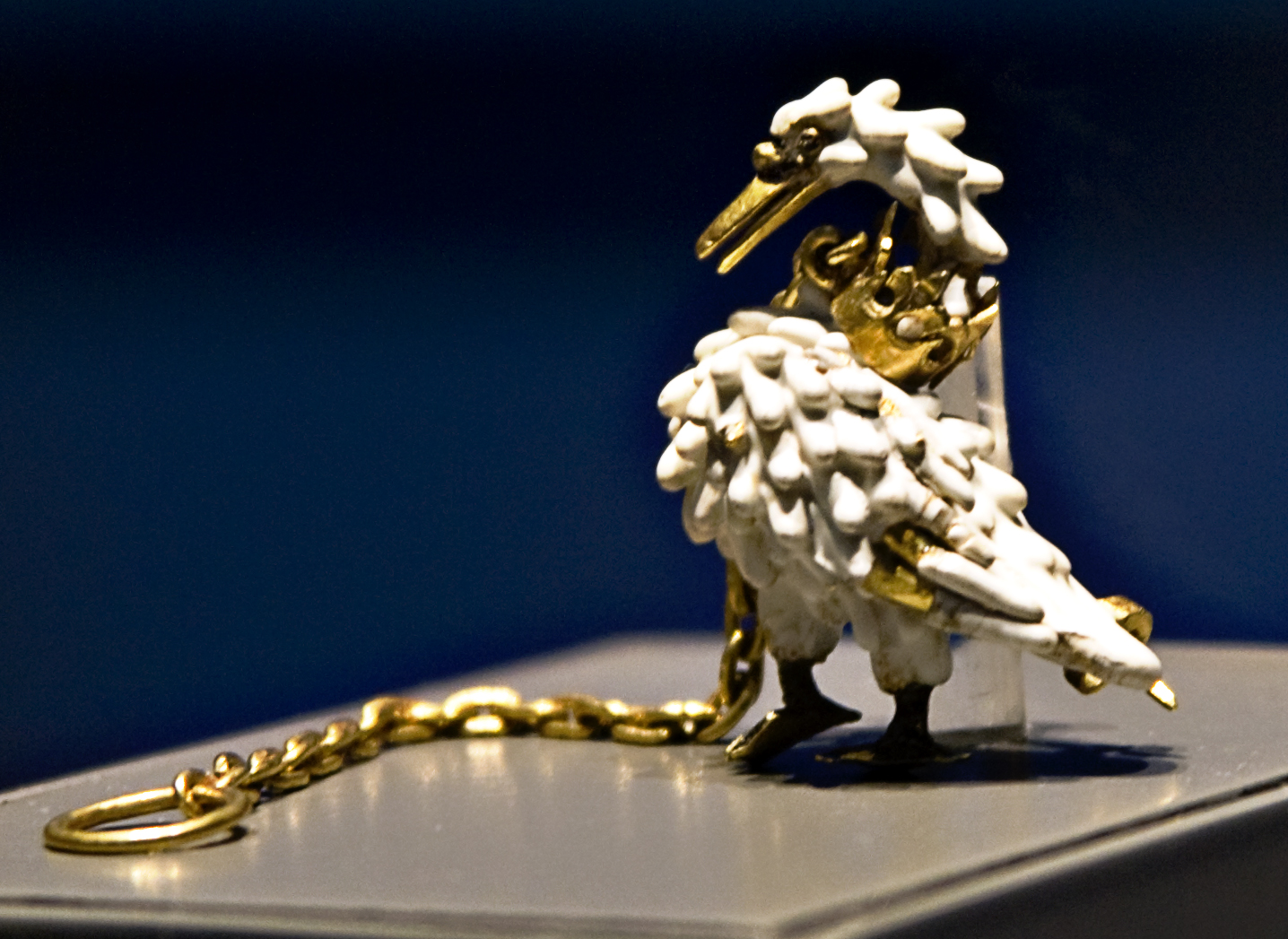
Dunstable Swan Jewel, zománcozott jelvény 1400 körülről, British Museum

A középkorban Bizánc továbbvitte a zománcozás hagyományát. A népvándorlás korában az észak-európai népek itt tanulták el a technikát. A Bizánci Birodalomban továbbfejlesztették a zománcozást, és egyre szabadabban alkották meg a képeket. Kelet-Európa is átvette a zománcozást, és a Kijevi Ruszban új technikáját is kifejlesztették.
A rekeszzománc új, eredeti formában jelentkezett a 11. századi Bizáncban. Szinte minden esetben az aranyat használták recipiensként, gazdagság, pompa és nagy színgazdagság jellemezte díszítményeiket. A rekeszzománc fénykora a 9–10. század. A bizánci művek közül több elpusztult az úgynevezett képrombolás időszakában, de a 11–12. századból sok jelentős emlék fennmaradt, mint például Szent Koronánk. Theophanu bizánci hercegnő  II. Ottó német-római császárhoz ment férjhez, hatására a Német-római Birodalomban is fellendült a zománctechnika.
Fém alapra forrasztották az aranyrekeszeket, melyek a kívánt alakzatok körvonalát ábrázolták. A rekeszeket megtöltötték zománccal, és megolvasztották. Erre többször is sor kerülhetett, amíg el nem érték a kívánt magasságot. Ha a zománc átlátszó volt, akkor lehetett látni az arany alap fénylését. Trierben egy központi műhely alakult ki.
A Maas-vidéken a 11. században egy új technikát vezettek be, amiben nem használtak rekeszeket, és a zománc általában esetben átlátszatlan volt. Rekeszek helyett a zománc a fém mélyedéseit töltötte ki. Ez a technika a 12. században Kölnben élte virágkorát.
1204-ben Bizáncot a keresztesek elfoglalták és kifosztották, így az ötvösművek nyugatra kerültek, ahol jó részük a mai napig megőrződött. Nyugat-Európában valószínűleg a külföldre került bizánci munkák hatására kezdték alkalmazni a rekesztechnikát. Az alap szinte mindig az arany volt, a technikákat tökéletes finomsággal művelték. Itália és Németország kiemelkedő a bizánci rekeszzománc alkalmazásában. A késő középkorban Velence és Limoges  (Délnyugat-Franciaország, 12. századtól) váltak a zománcozott ötvösmunkák leghíresebb centrumaivá. Limoges kék zománcairól vált híressé; az innen származó termékek egész Európában elterjedtek. Meuse vidékén kedvelték a tűzzománc berakást, ereklyetartókon és más nagy méretű ötvösműveken is alkalmazták.
A 14. századtól újra divatba jött az átlátszó zománc, reliefszerűen előkészített ezüst recipiensre. Az apró lemezekre többnyire figuratív mintát gravíroztak vagy véstek, ezzel nagyon lapos, ám jól körülhatárolt reliefet hoztak létre. Ezután hordták fel a különböző színű átlátszó zománcot. A vékonyabban bevont részeken látható az ezüst csillogása, ezek lettek a világosabb részek; ahol pedig a zománc vastagabbra készült, ott sötétebb területeket alakítottak ki.
Limogesben a 15. században egy új technikát kezdtek használni, és ezzel a város megőrizte vezető szerepét a tűzzománcozásban. Fejlett reneszánsz és manierista technikává vált Franciaországban. Az egyes színeket már nem különítették el egymástól, hanem ecsettel vitték fel a különböző színeket. Az így keletkezett miniatúraszerű képeken a színek átmennek egymásba, ami finom ábrázolásokat tesz lehetővé. A recipiensben keletkező feszültségek, így a zománc károsodásának megelőzésére a hátoldalt is zománcozták (contreémail [contre-émail]), ami szintén lehetett dekoratív. A legismertebb művészek Pierre Reymond, Jean Courtais és Léonard Limousin. Látható dísztányérokon, tintatartókon, kancsókon, miniatűr portrékon.
Az oroszok elkezdték különböző további tárgyakon alkalmazni a technikát, és viszonylag olcsó vallási tárgyakat díszítettek vele, mint kereszteket és kis méretű ikonokat.

#### Magyarország
Magyar zománcleletek már a honfoglalás időszakából is előkerültek, igaz, csak kis számban. A középkori magyar ötvösség első időszakának az Árpád-ház 300 évig (1000–1301) tartó uralkodását tartják. Ez a korszak nagyjából egybeesik a román művészet történetével. A magyarországi román kori művészet a preromán Ottó-kori, az itáliai, a bizánci, a honfoglalás kori magyar és a helyi előzmények és importtárgyak ötvözéséből alakult ki. Ekkoriban az ötvösség nagyon előkelő helyet foglalt el hazánkban, fő megrendelők a királyi udvar és az egyház, így nagy számban készültek királyi jelvények és egyházi ereklyék. A legjelentősebb tárgyak recipiense arany és ezüst. A bronzból és rézből készült tárgyak egyszerűbbek voltak. Ebből az időszakból a legfontosabb emlékek a Szent Korona, a Gizella kereszt, a Szent István-ereklyetartó mellkeresztje (ami bizánci ajándék a 11. századból). Több limoges-i zománc is fennmaradt Magyarországon, köszönhetően az importnak és a gyűjtésnek (melyet az egyházi tárgyak iránti igény vezetett).
Magyarországon a 14. és 15. században jelenik meg a gótika az ötvösművészetben. A magas színvonalú magyar ötvösmunkák európai hírnévre tettek szert. A 15. század elején addig ismeretlen technika honosodott meg hazánkban: a magyar sodronyzománc, mely szintén elterjedt egész Európában. Fő motívumai növényi eredetűek, jellegzetessége, hogy egész felületet díszít, az ornamentikát kiemeli a finom sodrony, a rekeszekben lévő színek tisztán elkülönülnek egymástól. Legfontosabb emlékünk Szent László hermája. A 16. század közepétől hanyatlásnak indult a technika alkalmazása. A 20. század elején a zománc újra megjelent az iparművészetben. Az 1960-as évektől nemcsak ötvösök, iparművészek, hanem szobrászok, festők is használják a tűzzománcot, így a technika a képzőművészet irányába terelődött.

### Ázsia

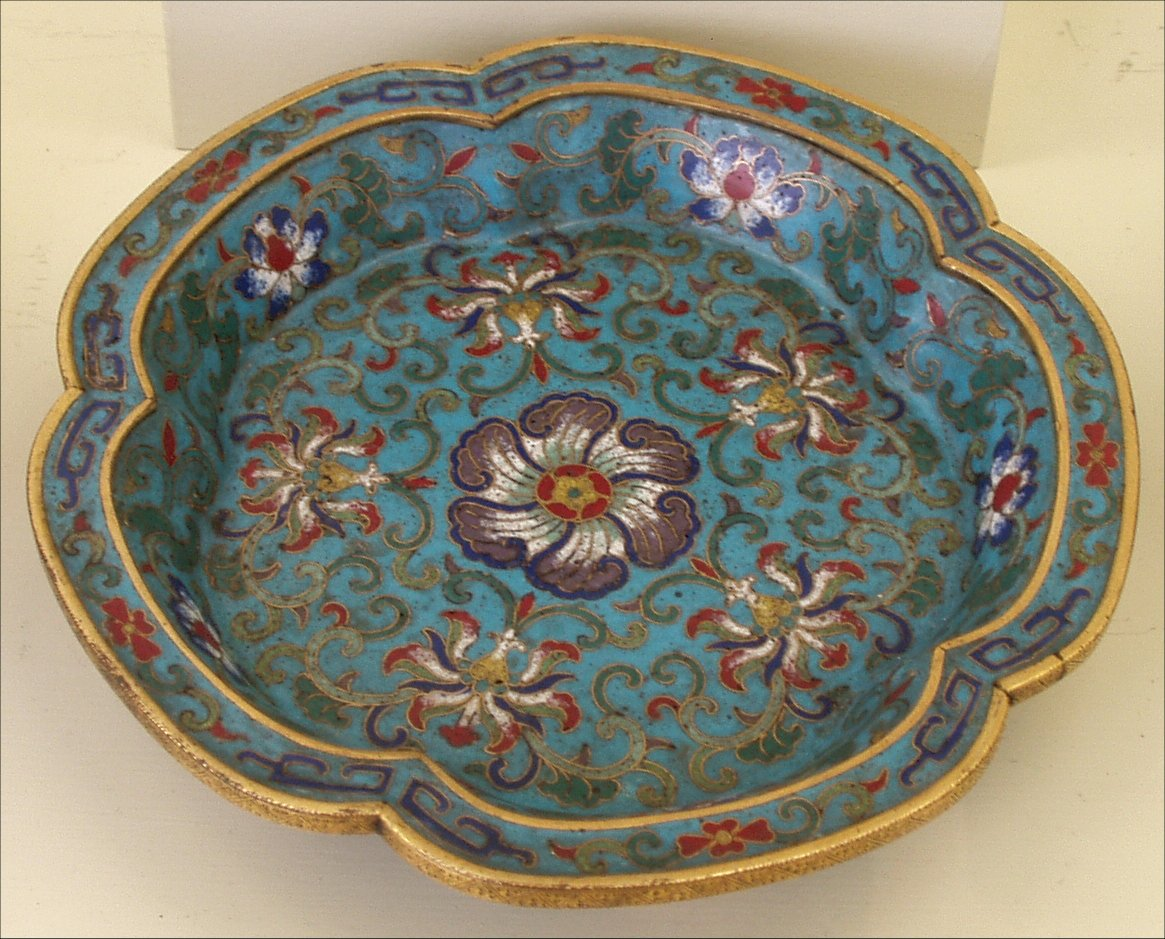
Kínai rekeszzománccal díszített tányér, Csing-dinasztia

Az ázsiai országok közül kiemelkedik India, Kína és Japán művészete. India tűzzománcait gazdag ornamentika és színvilág, arany- és ezüstlapok alkalmazása jellemzi. A legrégebbi kínai zománcok is a bizáncihoz hasonló magas szintű művek. A rekeszeket vékony fémszálakból készítették pontos megmunkálással. A 15. században megjelentek a rekeszen belüli egymásba futó színek. Japánba a zománcozás művészete Kínán keresztül jutott el a 16. század végén. Recipiensként vörösrezet használtak. Alkalmazták a rekesz- és filigrán technikát is. Érdekes újításuk, hogy máz nélküli porcelánlapra is készítettek rekeszzománcot.

#### Kína
Kínába Bizáncból vagy az iszlám világból érkezett a rekeszzománc. Az első ismert említés 1388-ban született, mint  "Dashi ('muszlim') áru".  A legkorábbi fennmaradt darabok  Xuande császár idejéből (1425–1435) származnak, és már kiforrott stílussal és technikával készültek, ami a készítők szakértelmére utal.
Kínában a rekeszzománc egészen a 19. századig népszerű maradt, és máig használják; azonban a legjobban kidolgozott Ming-kori darabok számítanak a legértékesebbeknek. Különösen a Xuande (1425–1435) és Jingtai császárok (1450–1457) korában készült darabok értékesek, azonban ezeknél sokkal gyakoribbak a 19. századi és modern darabok.

#### Japán

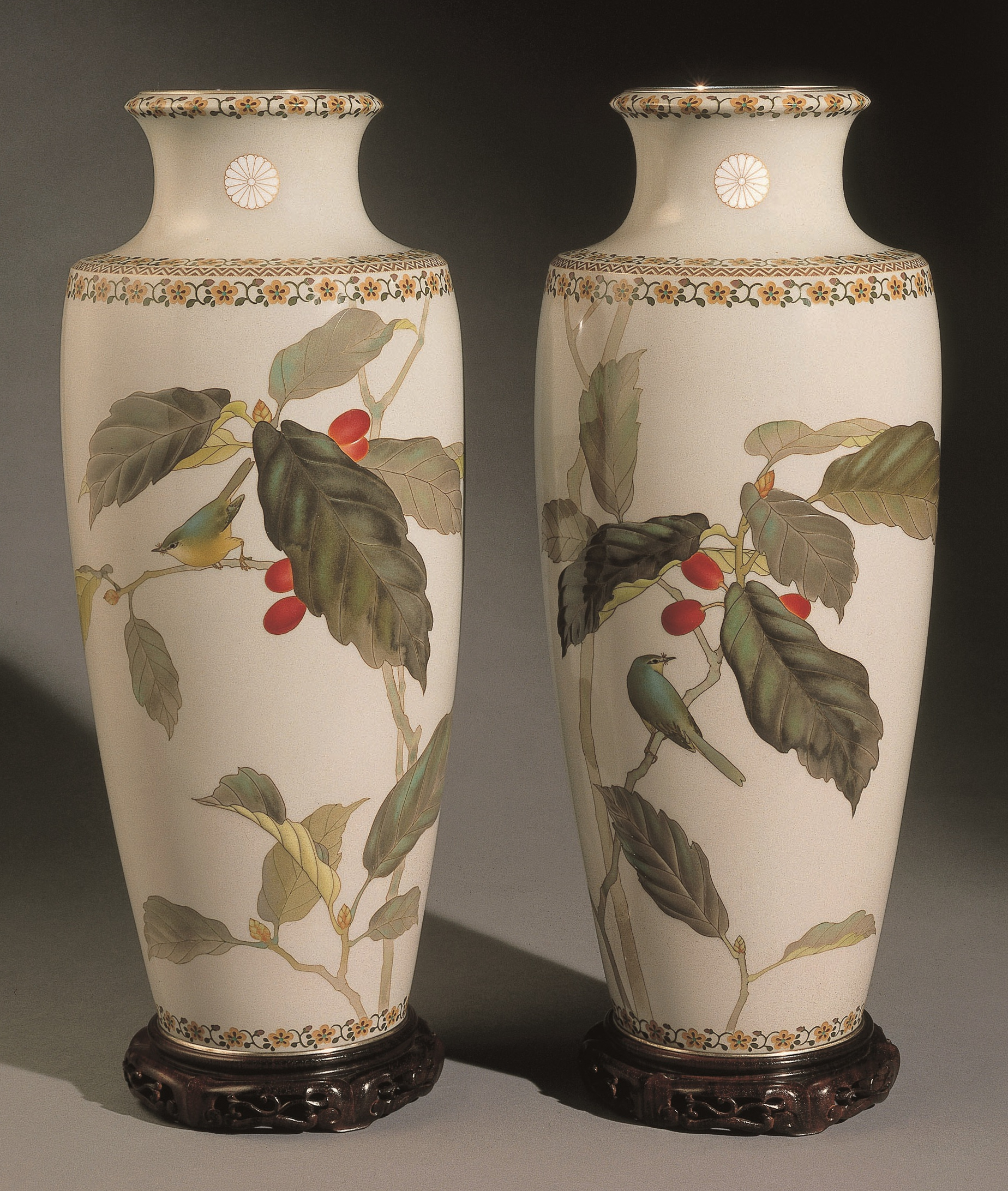
Ando Jubei által készített birodalmi vázák, a császári család krizantém jelével. A díszítést a moriage technikájával domborították ki. Khalili Collection of Japanese Art

A japánok az 1600-as években ismerték meg a technikát, de csak lapos fémfelületeket díszítettek vele.
A japán művészek egészen az 1830-as évekig nem készítettek háromdimenziós darabokat. Ezután a kínai műtárgyak elemzése után ők is kipróbálták a rekeszzománcot három dimenzióban is. Miután sikerre jutottak, a zománcozás ugrásszerű fejlődésnek indult, és csúcspontját a Meidzsi- és a Taisó-korokban érte el. Már a Meidzsi-kor előtt megindul az export Európába. A rekeszzománcot Japánban shippo néven ismerik, ami szó szerint hét kincset jelent, ami a buddhista szövegekben említett sokszínű anyagokra utal. Ezt az elnevezést először a Kínából vásárolt színes holmikra használták. A mondák szerint Kaji Tsunekichi tört el és elemzett egy kínai zománcozott tárgyat az 1830-as években, majd megtanította a technikát művészeknek, végül megalapította az első gyárat Japánban.
A korai japán tűzzománcok ködösek és átlátszatlanok, esetlen alakokkal. Ez megváltozott az 1870-es évektől, amikor a Nagoya shippo kaisha (Nagoja Tűzzománc Vállalat, 1871–1884) kisebb műhelyek termékeit kezdte el vásárolni, és segítette a fejlődésüket. 1874-ben a kormány megalapította a  Kiriu kosho kaisha vállalatot, hogy támogassa a különböző nemzetközi kiállításokra készülő különféle műalkotások létrehozását. Ez illeszkedett abba a programba, amivel a kormány támogatta a japánokat abban, hogy modern, ipari nemzetté váljanak.
A kormány tanácsadóként alkalmazta Gottfried Wagener német tudóst, hogy segítse a japán ipart és fejlessze a gyártási folyamatokat. Namikawa Yasuyukival közösen kifejlesztett egy átlátszó fekete zománcot, háttér céljára. Ezután több más színt is kifejlesztettek. Tsukamoto Kaisukeval együtt fejlesztette az égetési folyamatokat, ami javította a minőséget, és bővítette a színkészletet. Kawade Shibatarō további technikákat vezetett be, például a szivárványszínű csillogást adó nagare-gusurit, valamint a fém alap kikalapálását követő uchidashit, amivel dombormű hatás érhető el. Hattori Tadasaburōval együtt kifejlesztették a moriage technikát, ami a zománc rétegzésével hoz létre háromdimenziós hatást. Namikawa Sōsuke kifejlesztett egy festői stílust. Ismert még a shosenről (drótok minimalizálása) és a musenről (drótmentes zománc); ezeket Wagener közösen fejlesztette ki. Ezeknél a rekeszek határát alkotó fémdarabokat savval lemarják, vagy teljesen kimarják. Ez szembeállítható a kínai technikával, ahol a rekeszeket vastag falak határolják. Ando Jubei az alapot maratta le, így meghagyva az átlátszó zománcot, ólomüveg hatást keltve. Ő alapította társaival a  Ando Cloisonné Companyt, ami még ma is aktív.
A díszítések legtöbbször a természetből merítenek, és növényeket, madarakat és rovarokat ábrázolnak, ami népszerűvé vált. A minták használják a szabad teret is. A fent említett technikák által lehetővé tett részletesség miatt a japán tűzzománc páratlan, és számos díjat nyert országos és nemzetközi kiállításokon.

#### India és az iszlám világ

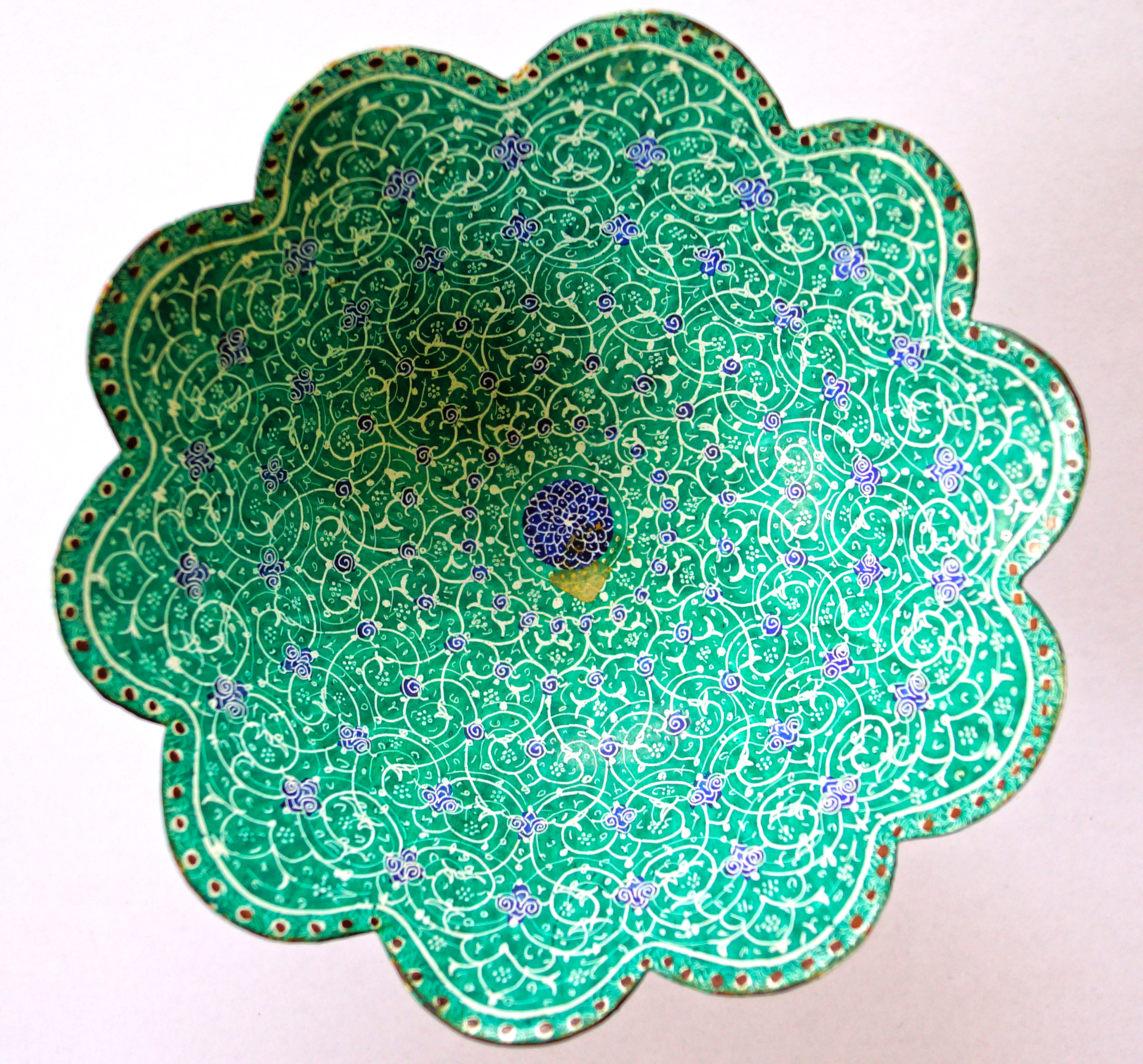
Iráni zománcozott tál

A Mogul Birodalomban 1600 körül kezdték alkalmazni a tűzzománcot ezüstre és aranyra, és a mogul ékszerek megkülönböztető jegyévé vált. Használták a rekeszzománc és a mélyedéseket kitöltő zománc technikáját is, az utóbbit a finomabb munkákhoz. A mogul udvar ismert volt tűzzománcozó mestereiről. A mesterek művészetük csúcspontjára értek Jahan sah 17. század közepi uralkodása alatta. Ekkoriban az átlátszó zománc volt a népszerű. A modern ipari gyártás Kalkuttában indul 1921-ben, a Bengal Enamel Works Limiteddel.
Iránban a tűzzománcot fém felületek díszítésére és színezésére használták.  Jean Chardin francia utazó a Safavida dinasztia idején járt Iránban, és leírt egy Isfahanban készült darabot, ahol virágos háttérre olvasztottak állatokat, köztük madarakat ábrázoló képeket világos zöld, kék, piros és sárga színekben. Az ékszerek alapjául aranyat használtak, mivel jól tartja a zománcot, tovább tart, és jól láthatóak rajta a zománcok színei. Ezüst alapra is készítettek zománcot, ezekből műtárgyak, edények, dobozok és kanalak lettek. Az Indiában kikényszerített aranyellenőrzési törvény után rezet is elkezdtek használni, hogy a zománcolt tárgyak más anyagból készültnek látszódjanak. Kezdetekben a tűzzománcot ékkövekkel díszített ékszerek hátoldalán használták, így azokat fordítva is lehetett viselni.

### Újkor

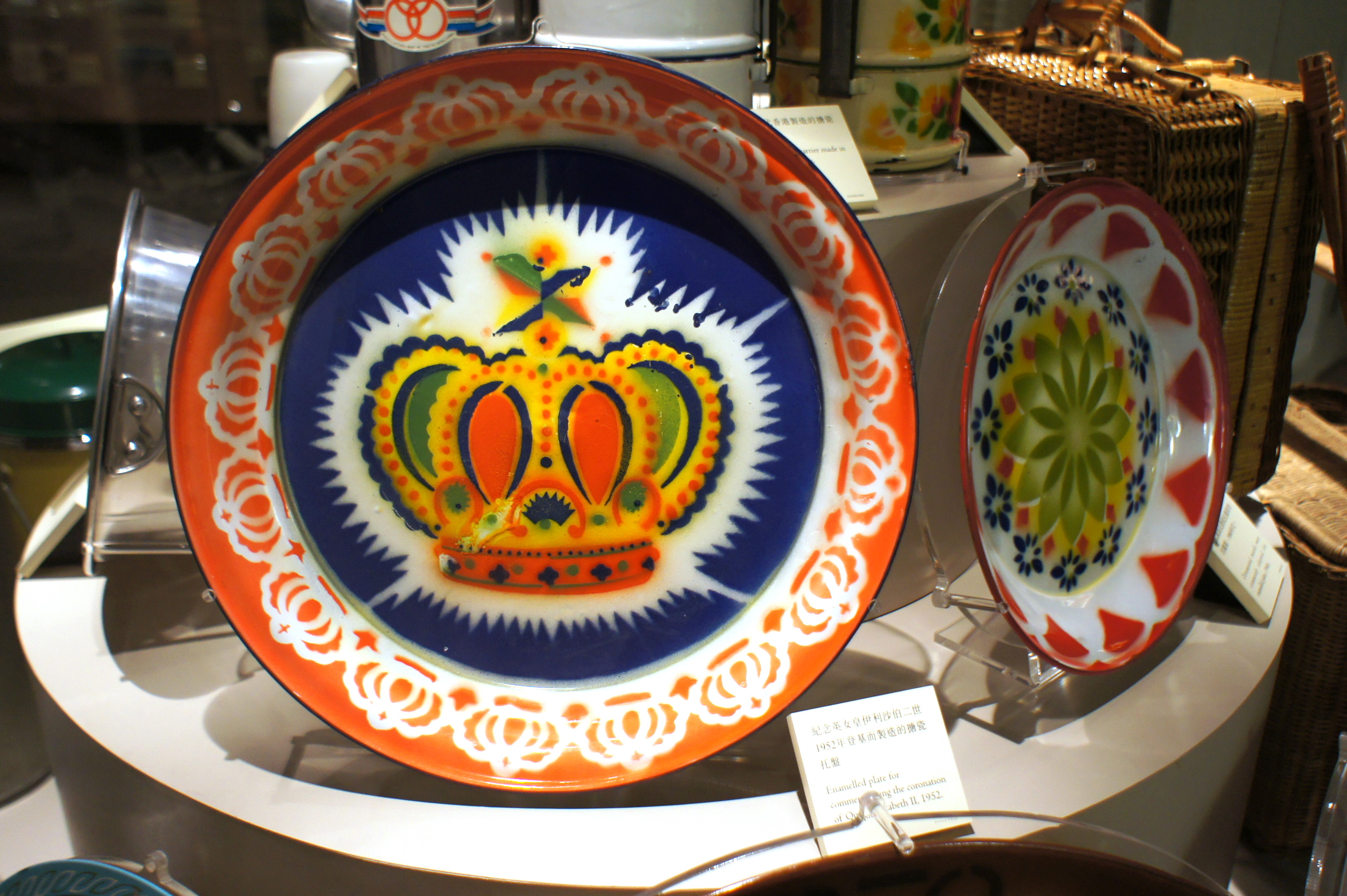
II. Erzsébet brit királynő koronázásáról való zománcozott emléktányér

A festett zománc a divatból kiszorulva miniatűr portrékon tartotta magát. Elterjedt Európa különböző országaiban.
A 17. században először fehér hátteret vittek fel a fém alapra, majd fémoxidokkal alkották meg a képet, melyet aztán kiégettek. Főként Franciaországban és Svájcban terjedt el, de német területeken is használták ezt a technikát. A tipikus alkalmazások közé tartoznak az órafedelek és a dohánydobozok. A zománcművészet 17. század közepi hanyatlását követően száz év kellett az újjáéledéséhez.
A 19. században újra felelevenítették a középkori technikákat, és eleinte főként egyházi használatra készítettek alkotásokat. A 16. századi technikák alkalmazásával utánozták, illetve hamisították is a reneszánsz mestereket. A legfontosabb helyszínek Aachen, Köln, Bécs, Mechelen, Brüsszel, Lyon és Párizs voltak. A 20. században a zománcozást művészeti iskolákban tanították, így a zománcok is követték a kortárs művészeti irányzatokat, például az expresszionizmust.
A keresletre adott válaszként a kínaiaknál, japánoknál és indiaiaknál is újra fellendült a tűzzománc.

## Fordítás
Ez a szócikk részben vagy egészben  az   Email című német Wikipédia-szócikk fordításán alapul.  Az eredeti cikk szerkesztőit annak laptörténete sorolja fel. Ez a jelzés csupán a megfogalmazás eredetét és a szerzői jogokat jelzi, nem szolgál a cikkben szereplő információk forrásmegjelöléseként.
Ez a szócikk részben vagy egészben  a   Vitreous enamel című angol Wikipédia-szócikk fordításán alapul.  Az eredeti cikk szerkesztőit annak laptörténete sorolja fel. Ez a jelzés csupán a megfogalmazás eredetét és a szerzői jogokat jelzi, nem szolgál a cikkben szereplő információk forrásmegjelöléseként.